# Вайсвассер (хокейний клуб)
«Лужицькі лисиці» (нім. Lausitzer Füchse) — німецький хокейний клуб з міста Вайсвассер (Саксонія).

## Історія
Клуб заснований 1932 року. Переможець 25 -ти чемпіонатів Німецької Демократичної Республіки. Після возз'єднання Східної і Західної Німеччини команда провела в елітній лізі чотири сезони.
Назви клубу німецькою мовою:
- 1932 — TSV «Weißwasser»
- 1948 — BSG «Kristall Weißwasser»
- 1951 — BSG «Ostglas Weißwasser»
- 1952 — BSG «Chemie Weißwasser»
- 1953 — SG «Dynamo Weißwasser»
- 1990 — PEV «Weißwasser»
- 1991 — ES «Weißwasser»
- 1994 — ESG «Sachsen Weißwasser/Chemnitz»
- 2002 — EHC «Lausitzer Füchse»

## Досягнення
Чемпіон НДР (25): 1951, 1952, 1953, 1954, 1955, 1956, 1957, 1958, 1959, 1960, 1961, 1962, 1963, 1964, 1965, 1969, 1970, 1971, 1972, 1973, 1974, 1975, 1981, 1989, 1990

## Статистика
Статистика виступів в елітній лізі після об'єднання Німеччини:
| Сезон   | Турнір | І   | В  | Н  | П0 | П   | Ш       | О  | Місце   |
| ------- | ------ | --- | -- | -- | -- | --- | ------- | -- | ------- |
| 1990-91 | Д-1    | 44  | 12 | 3  | 0  | 29  | 139:240 | 27 | 11 з 12 |
| 1991-92 | Д-1    | 44  | 10 | 4  | 0  | 30  | 131:232 | 24 | 12 з 12 |
| 1994-95 | Д-1    | 44  | 8  | 5  | 4  | 27  | 89:182  | 25 | 15 з 18 |
| 1995-96 | Д-1    | 50  | 9  | 3  | 0  | 38  | 126:236 | 21 | 18 з 18 |
| Всього  | Всього | 182 | 39 | 15 | 4  | 124 | 485:890 | 97 | —       |